# Heidelberg (Hölderlin)

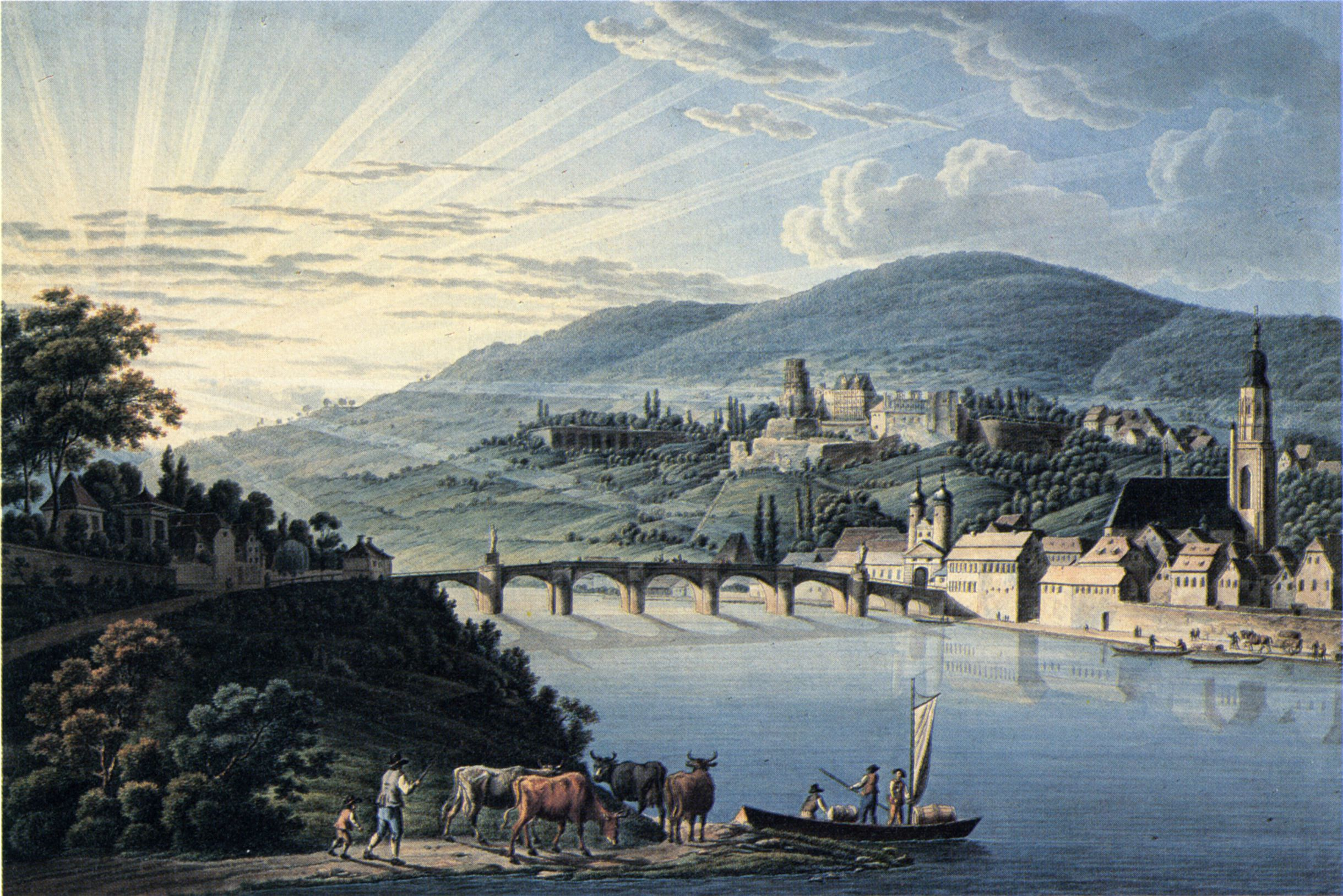
Heidelberg. Das Bild, um 1800, zeigt, was das gleichzeitige Gedicht aufruft: Neckar, Brücke und Schloss.

Heidelberg ist eine Ode von Friedrich Hölderlin. Sie ist eines seiner berühmtesten Gedichte und zugleich eines der berühmtesten Gedichte über die Stadt Heidelberg. Eduard Mörike, der den kranken Hölderlin im Tübinger Hölderlinturm mehrmals besuchte, hat sie 1847 „das schönste Hölderlinische Gedicht“ genannt, Adolf Beck 1947 „eines der reinsten und edelsten Gebilde deutscher Lyrik“, der nordamerikanische Literaturwissenschaftler Cyrus Hamlin (1936–2011) 1970 ein „Musterbeispiel für Hölderlins reife Oden“.

## Entstehung und Überlieferung
Dem Gedicht liegen nach einhelliger Ansicht der Forschung mindestens zwei Besuche Hölderlins in Heidelberg zugrunde. Über den ersten Besuch, am 3. Juni 1788, auf seiner ersten Reise über die engere Heimat hinaus, berichtete der Achtzehnjährige nach der Rückkehr in die evangelische Klosterschule in Maulbronn der Mutter in Nürtingen: „Von Schwezingen nach Heidelberg hatten wir drei Stunden lang schnurgerade Chaussee – und auf beiden Seiten alte, eichengleiche Maulbeerbäume. Ungefär um Mittag kamen wir in Heidelberg an. Die Stadt gefiel mir außerordentlich wohl. Die Lage ist so schön, als man sich je eine denken kan. Auf beiden Seiten und am Rüken der Stadt steigen steile waldichte Berge empor, und auf diesen steht das alte, ehrwürdige Schloß. <...> Merkwürdig ist auch die neue Brüke daselbst.“ Zum zweiten Mal kam Hölderlin so gut wie sicher sieben Jahre später durch Heidelberg, im Juni 1795, als er die Universität Jena aus nicht ganz erhellbaren Gründen fluchtartig verlassen hatte – wohl unter anderem wegen des Gefühls einer erdrückenden Übermacht Friedrich Schillers und Johann Gottlieb Fichtes. Die Ode „verschmilzt beide Erinnerungen“. Der alte, kranke Hölderlin äußerte, er sei zweimal in Heidelberg gewesen; doch sind weitere Besuche nicht ausgeschlossen, die die Niederschrift veranlasst haben könnten.

„Heidelberg“ in der Zeitschrift „Aglaia“
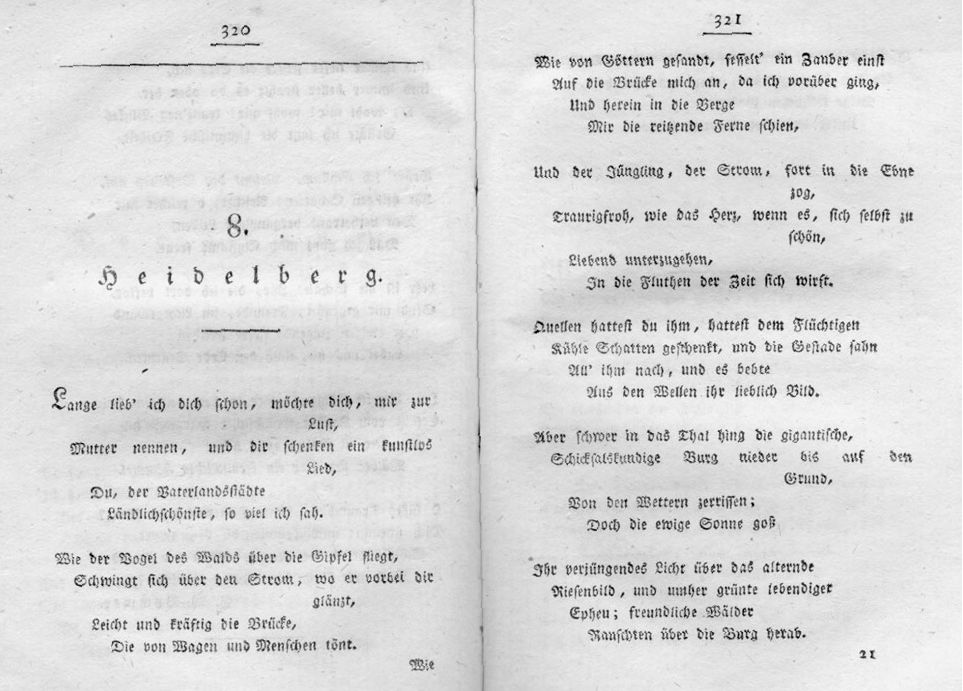
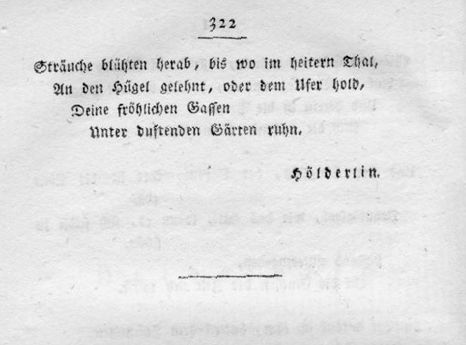

Der erste, zehnstrophige Entwurf entstand wohl 1798. Dessen erste acht Strophen sind in einem Manuskript im Kurpfälzischen Museum der Stadt Heidelberg, die letzten beiden in einem Manuskript der Württembergischen Landesbibliothek in Stuttgart überliefert. Ein weiteres Manuskript der Württembergischen Landesbibliothek („Homburg.H,21-22“) enthält die achtstrophige Fassung, nach dem Gedicht Empedokles und gefolgt von den Gedichten Die Götter und Der Nekar. Ebendiese vier Gedichte wurden 1801 in der Zeitschrift Aglaia. Jahrbuch für Frauenzimmer auf 1801 gedruckt. Die Beziehung zwischen dem Druck und „Homburg.H,21-22“ ist nicht sicher. Eine Hypothese lautet, Hölderlin habe die Gedichte aus dem Aglaia-Druck noch einmal ins Reine geschrieben, vielleicht für eine erhoffte Gesamtausgabe seiner Werke. Die Fassungen in „Homburg.H,21-22“ und Aglaia sind im Wesentlichen gleich. In die vierte und siebente Strophe hat Hölderlin in „Homburg.H,21-22“ allerdings Änderungen eingetragen.
In diesem Artikel wird Hölderlin, wenn nicht anders angegeben, nach der von Friedrich Beissner, Adolf Beck und Ute Oelmann (* 1949) herausgegebenen historisch-kritischen Stuttgarter Ausgabe zitiert. Heidelberg ist dort mit der Aglaia-Fassung identisch, einschließlich der Interpunktion aber mit Ausnahme der für Hölderlins nicht erhaltene Druckvorlage vermuteten Schreibungen „Brüke – gieng – reizende – hieng – Schiksaalskundige“ (Aglaia-Druck „Brücke – ging – reitzende – hing – Schicksalskundige“). Der zehnstrophige Entwurf von Heidelberg ist der von Dietrich Sattler herausgegebenen historisch-kritischen Frankfurter Ausgabe entnommen.

## Text und Interpretation

„Heidelberg“ in „Homburg.H,21-22“
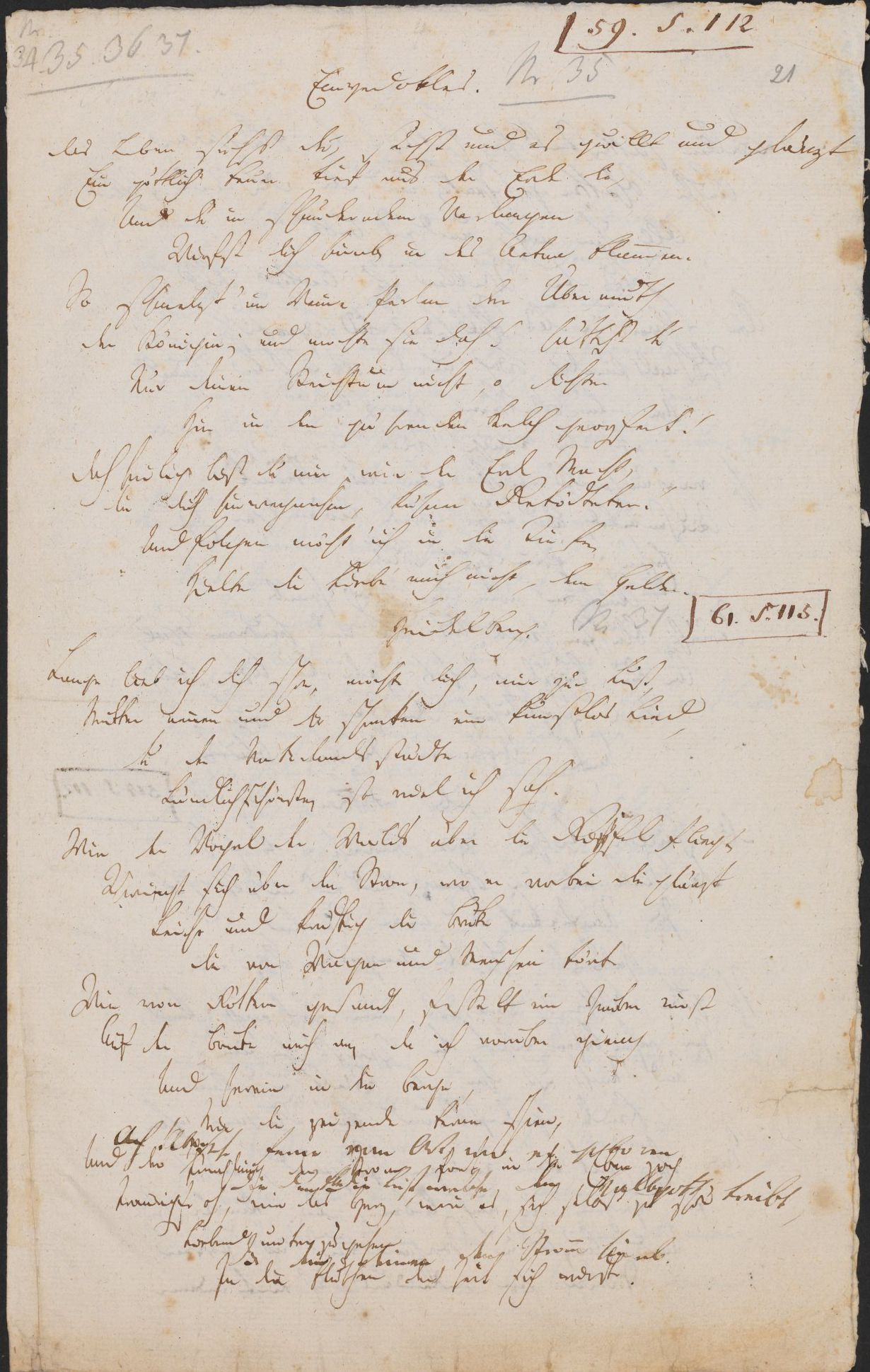
Empedokles und Anfang von Heidelberg
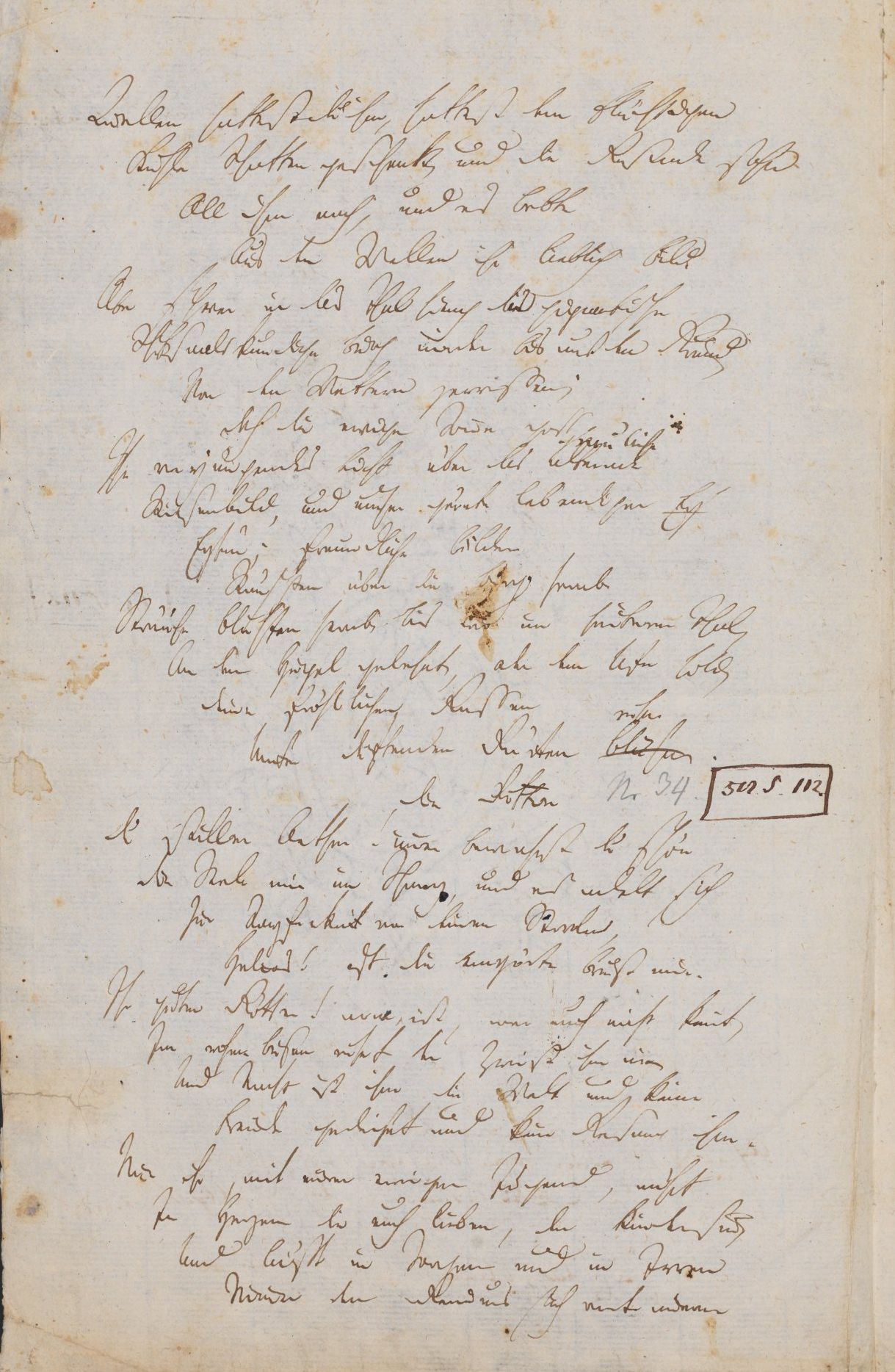
Ende von Heidelberg und Die Götter

Interpretationen des Gedichts haben Emil Staiger, Adolf Beck, Cyrus Hamlin, Gerhard Buhr, Jochen Schmidt und Ulla Hahn gegeben.
Heidelberg gehört zu den seltenen Werken Hölderlins, in denen er sich nicht ins antike Griechenland, nicht in ferne Vergangenheit oder Zukunft begibt, sondern in eine heimatliche Landschaft. Die Ode vermittelt ein wirklichkeitsgetreues Bild Heidelbergs vom Standpunkt der damals, wie er der Mutter schrieb, neuen, heute so genannten Alten Brücke aus. Die Ode feiert die Stadt mittels ihrer drei Geographika Fluss, Brücke und Schloss. Mehr als das aber ist sie ein Erinnerungs- und Dankgedicht, Erinnerung an und Dank für einen „Zauber“, der ihm einst „Wie von Göttern gesandt“ (Vers 9) geschenkt wurde und für den er nun ein Gegengeschenk machen möchte. Geschenkt wurde ihm damals ein „in Gegensätzen harmonisch gegliedertes Bild der Natur als Sinnbild des Seins“, in dem er „sich geborgen fühlen und die Spannungen seines Daseins aufgehoben, den Rhythmus seiner Seele gespiegelt finden“ durfte. Das asklepiadeische Versmaß der Ode, ein Gebilde hoher Künstlichkeit, scheint dem Wunsch zu widersprechen, ein „kunstlos Lied“ (Vers 2) zu schenken. Aber für Hölderlin stand die griechische Kunstform der Natur nah und erleichterte die in dem Gedicht symbolisierte Rückkehr zu ihr.
| Aglaia-Fassung | Entwurf |
| --- | --- |
| Lange lieb’ ich dich schon, möchte dich, mir zur Lust Mutter nennen, und dir schenken ein kunstlos Lied, Du, der Vaterlandsstädte Ländlichschönste, so viel ich sah. Wie der Vogel des Walds über die Gipfel fliegt, Schwingt sich über den Strom, wo er vorbei dir glänzt, Leicht und kräftig die Brüke, Die von Wagen und Menschen tönt. | Lange lieb’ ich dich schon, möchte dich mir zur Lust Mutter nennen und dir schenken ein kunstlos Lied, Du der Vaterlandsstädte Ländlichschönste, so viel ich weiß! Zwar dein Nekar umschlingt auch das verborgene Städtchen, wo mich der Wald freierem Sinn erzog, Wo mit Stralen des Maitags Mich Apollo zuerst beseelt. Doch gereifter und schon stolzer umschmeichelt dir Deine Wiesen der Strom, und dem geschäfftigern Wellenspiele vertrauen Schon die ernsteren Schiffe sich. Wie der Vogel des Walds über die wehenden Eichengipfel so schwingt über den Strom sich dir Leicht und kräftig die Brüke, Die von Wagen und Menschen rauscht. |

Hölderlin wurde in Lauffen am Neckar geboren. In Nürtingen und Tübingen verbrachte er Kindheit und Jugend. In den beiden aus dem ursprünglichen Entwurf getilgten Strophen wird deutlich, dass ihm Heidelberg all diese Neckarstädte repräsentiert, wo ihn „Apollo zuerst beseelt“ (Entwurf Vers 8). Durch die Tilgung nimmt er seine Subjektivität zurück zugunsten der Objektivität der Stadt. Buhr meint, im „Du“ des Gedichts werde neben der Stadt die mütterliche Stadtgottheit, die – in Der Archipelagus so genannte – „Mutter Athene“ angesprochen. Deren Figur wurde 1790 auf der 1788 fertiggewordenen Brücke aufgestellt. Heidelberg ist der „Vaterlandsstädte / Ländlichschönste“. In den durch das Versende getrennten, durch das Enjambement aber verbundenen Wörtern ist nach Buhr die Gegensätzlichkeit und zugleich Verbundenheit von Stadt und Land, Kultur und Natur, Geist des Vaterlandes und natürlicher Schönheit, „dem Bereich des Vaters und den darin zu findenden Orten der Mutter“ ausgedrückt.
Von der Dreiheit der Heidelberger Wahrzeichen Brücke – Fluss – Schloss gilt die „wahrhaft herrliche“ zweite (Aglaia)-Strophe der Brücke. Ihr Bogen wird der Linie eines Vogelflugs verglichen. „Nie wurde eine Brücke vollkommener erbaut als in diesen Zeilen. Die Brücke, die Wörter, das Bild des Vogelflugs: eine einzige Harmonie. Bewegung wird nicht behauptet, sie ist.“„Die Brücke stellt also ein Ineinanderübergehen von fester Form und dynamischer Bewegung dar. Dies wird durch den Rhythmus und die Syntax der Sprache Hölderlins unterstrichen.“ Die asklepiadeischen Verse spiegeln im Auf und Ab betonter und unbetonter Silben das Auf und Ab des Vogelflugs. „Auf diese Weise ahmt Hölderlin durch seine Sprache jenen Zustand nach, den die Brücke in ihrem Sich-Hinüberschwingen und Ertönen verkörpert.“
| Wie von Göttern gesandt, fesselt’ ein Zauber einst Auf die Brüke mich an, da ich vorüber gieng, Und herein in die Berge Mir die reizende Ferne schien, Und der Jüngling, der Strom, fort in die Ebne zog, Traurigfroh, wie das Herz, wenn es, sich selbst zu schön, Liebend unterzugehen, In die Fluthen der Zeit sich wirft. Quellen hattest du ihm, hattest dem Flüchtigen Kühle Schatten geschenkt, und die Gestade sahn All’ ihm nach, und es bebte Aus den Wellen ihr lieblich Bild. | Wie von Göttern gesandt, hielt mich ein Zauber fest Da ich müßig und still über die Brüke gieng Ein vertriebener Wandrer Der vor Menschen und Büchern floh. Ach da rauschte der Strom zögernd hinaus ins Land Traurigfroh, wie das Herz, wenn es sich selbst zu schön Liebend unterzugehen In die Fluthen der Zeit sich wirft, Quellen hattest du ihm, hattest dem Flüchtigen Holde Schatten geschenkt; deine Gestade sahn Treu ihm nach und es bebte Aus den Wellen ihr lieblich Bild. |

Mit der dritten (Aglaia)-Strophe wechselt das Gedicht in die Vergangenheitsform, die es bewahrt bis zum letzten Wort „ruhn“. „Wie von Göttern gesandt, fesselt’ ein Zauber einst / Auf die Brüke mich an, da ich vorüber gieng“ (Vers 9–10). Der Entwurf sagt, unter welchen Umständen Hölderlin der „Zauber“ widerfuhr. Ein Vertriebener war er, „Der vor Menschen und Büchern floh“ (Entwurf Vers 20). Die Forschung bezieht die Verse auf Hölderlins „Flucht“ aus Jena im Juni 1795. „Lange“ (Vers 1) liebte er Heidelberg damals schon, jetzt wurde ihm der „Zauber“ Heilung. „Jedenfalls trifft diese Wendung auf keine andre Zeit so gut zu.“ Die Aglaia-Fassung belässt es beim „da ich vorüber gieng“; wieder nimmt Hölderlin seine Subjektivität zurück.
Der „Zauber“ fesselt das lyrische Ich beim Blick von der Brücke nach Westen, in die „reizende Ferne“, anmutig, aber auch verführerisch. Wie der Strom in die Ebene zieht, um sich in den Rhein zu ergießen, so sehnt sich das Herz, „Liebend unterzugehen“ in den „Fluthen der Zeit“ (Vers 15–16). Es ist „die romantische Tendenz zur Selbsthingabe, zum Verströmen in der – wie Hölderlin sagt – reißenden Zeit“. Der Dichter taucht das Bild in die zärtlichsten Stimmungstöne. „Wie unvergleichlich ist dieser Untergang hier <...> Sprache geworden, in dem Satz, der sich, als einziger, über zwei ganze Strophen erstreckt, der in der ersten Strophe, da der Zauber eben zu wirken beginnt, den Atem anhält und sich vorfühlt in das göttliche Entzücken, in den beiden ersten Versen der zweiten, in kunstvoller Hypotaxe, den gesamten Reichtum der bezauberten Seele zusammenfaßt, um alsdann das Gesammelte <...> in der rhythmischen Kadenz der Strophe, wie nach einem letzten Zögern, auszugießen.“ Diesem Gehalt, so Staiger, sei die asklepiadeische Strophe adäquat, denn in deren Starre könne das strömende Gefühl hineingeregelt werden.  Im gleichzeitigen Gedicht Empedokles habe Hölderlin die „empedokleische Sehnsucht“ in das Bild vom Sturz „in des Aetna Flammen“ gekleidet.
Der Sehnsucht ins Ungebundene entgegen aber – „Und immer / Ins Ungebundene gehet eine Sehnsucht“ – besteht die Stadt. Sie schenkt dem Strom Quellen und kühle Schatten und sieht ihm nach. Die Wechselbeziehung kommt am besten in dem Verb „beben“ zum Ausdruck. „Im Beben des lieblichen Bildes auf den Wellen verwischt sich die feste Ordnung der Stadt.“ Gleichwohl bleibe das Spiegelbild an Ort und Stelle, bezeichne eine Dauer im Wechsel, ein „Bleiben im Leben“.
| Aber schwer in das Thal hing die gigantische, Schicksaalskundige Burg nieder bis auf den Grund, Von den Wettern zerrissen; Doch die ewige Sonne goß Ihr verjüngendes Licht über das alternde Riesenbild, und umher grünte lebendiger Epheu; freundliche Wälder Rauschten über die Burg herab. Sträuche blühten herab, bis wo im heitern Thal, An den Hügel gelehnt, oder dem Ufer hold, Deine fröhlichen Gassen Unter duftenden Gärten ruhn. | Mit dem Schicksaal vertraut sah das gigantische Bergschloß mahnend ins Thal, luftig, bis auf den Grund Von den Wettern zerrissen, Doch die ewige Sonne goß Ihr verjüngendes Licht über das alternde Riesenbild, und umher grünte lebendiger Epheu; freundliche Wälder Rauschten über die Burg herab. Sträuche blühten herab bis im heitern Thal An den Hügel gelehnt, oder dem Ufer hold Deine fröhlichen Gassen Unter duftenden Gärten ruhn. |

Mit der sechsten Strophe tritt das dritte Wahrzeichen Heidelbergs ins Gedicht. „Aber schwer in das Thal hing die gigantische, / Schicksaalskundige Burg nieder bis auf den Grund, / Von den Wettern zerrissen“ (Vers 21–23). Das Komma hinter „Grund“ (Vers 21) im Aglaia-Druck und demgemäß in der Stuttgarter Ausgabe wird von anderen Herausgebern weggelassen; es hängt nicht „die <...> Burg nieder bis auf den Grund“, sondern die Burg ist „Nieder bis auf den Grund / Von den Wettern zerrissen“, wie der Entwurfstext bestätigt. Das Heidelberger Schloss war 1689 unter dem Kommando des französischen Generals Ezéchiel de Mélac gesprengt und nach dem Wiederaufbau 1764 durch einen Blitz getroffen worden. „Schwere und dunkle Vokale bestimmen das Klangbild, bis im dritten Vers mit dem kurzen und scharfen, jeweils von einem harten Doppelkonsonanten gefolgten e- und i-Laut eine grelle Dissonanz den Satz beschließt.“ „Die ‚schicksalskundige Burg‘: ein memento mori, das die Harmonie jedoch nicht zerstört, vielmehr wirkt wie ein schwarzer Pinselstrich, den ein Maler setzt, um seine Farben so recht zum Leuchten zu bringen.“ Ihre Vergangenheit macht die Burg „schicksaalskundig“, „mahnend“ (Entwurf Vers 30) an Zeit und Geschichte, „Symbol nicht des in der Zeit sich verströmenden, sondern des auf Selbstbewahrung bedachten, trotzig sich behauptenden Daseins – das sich gerade dadurch den Schlägen der Zeit aussetzt.“ „Jünglingshafter Strom und gigantische Burg: zwei Bilder, zwei Zeichen des liebenden, sehnsüchtigen Sichhingebens und des tapferen Ausharrens.“
Nur drei Verse lang bedroht die Ruine das auf den Wellen bebende „lieblich Bild“ (Vers 20). „Nicht einmal eine vollständige Strophe wird dem Grausamen eingeräumt. Mit der letzten Zeile ‚Doch die ewige Sonne goß‘ setzen bereits die heilenden Kräfte der Natur ein.“ Die „ewige Sonne“ meint die physische Sonne ebenso wie die mythische, den „Vater Helios“ des Gedichts Da ich ein Knabe war .... Unter ihrem Licht umspinnt Efeu das zerborstene Schloss, auch er mythisch wie in Patmos, wo er „Zeug unsterblichen Lebens“ ist und in Brod und Wein, wo er den Dionysos kränzt. „Wohltuend harmonisch, fast wie eine einfache geometrische Figur, ein gleichseitiges Dreieck, wirkt die Vorstellungsreihe ‚ewig – verjüngend – alternd‘.“ Die Sonne leuchtet herab, die Wälder rauschen über die Burg herab, und bei ihr macht die Bewegung nicht halt, „sie teilt sich allem mit und fällt gleichsam stufenweise von der unendlichen Höhe des Himmels <...> über die Berge hinab in das ‚heitre Tal‘, um hier in den ‚fröhlichen Gassen‘ der Stadt zu seliger Ruhe zu kommen“. Bis ins Detail wird die Bewegung durchgehalten. Emil Staiger hat in ihr, in der Verknüpfung von einem mit dem anderen „durch den zartesten Liebesbezug“ den Kern des Gedichts gesehen. Heidelberg sei wie Der Archipelagus ein vollkommenes Bild von Hölderlins Ideal einer liebenden Einheit von Göttlichem und Menschlichem, Natur und Kultur.
„Der Leser spürt die Linie des Lebens selbst, den Bogen zwischen Geburt und Tod.“ Hölderlins Heidelberg erfasse die Vergänglichkeit des persönlichen Erlebnisses und die bleibende Schönheit der Stadt. Die Ode versöhne die Kräfte des Lebens und der Natur mit den starren Formen von Kunst und Kultur. Nach Buhr ist sie eine Mythe der mütterlichen Stadtgottheit Athene. Indem sie dem Wesen der mütterlichen Gottheit zu entsprechen versuche, müsse sie selbst heiliger Ort der Ruhe werden, Asyl im Sinne der Zeile aus Mein Eigentum „Sei du, Gesang, mein freundlich Asyl!“